# Sbor pověřenců 16. srpna 1946 – 18. listopadu 1947
Sbor pověřenců 16. srpna 1946 – 18. listopadu 1947 působil jako vládní orgán Slovenské národní rady na území Slovenska v poválečném Československu v letech 1946-1947. Šlo v pořadí o sedmý Sbor pověřenců.

## Složení Sboru pověřenců
- předseda Sboru pověřenců:
  - Gustáv Husák
- místopředseda Sboru pověřenců:
  - Rudolf Fraštacký
- pověřenec vnitra:
  - Mikuláš Ferjenčík
- pověřenec financí:
  - Matej Josko
- pověřenec školství a osvěty:
  - Ladislav Novomeský
- pověřenec spravedlnosti:
  - Ivan Štefánik
- pověřenec informací:
  - Samuel Belluš
- pověřenec průmyslu a obchodu:
  - Ján Púll
- pověřenec zemědělství:
  - Martin Kvetko
- pověřenec dopravy:
  - Kazimír Bezek
- pověřenec techniky:
  - Jozef Styk
- pověřenec pošt:
  - Jozef Lukačovič
- pověřenec sociální péče:
  - Jozef Šoltész
- pověřenec zdravotnictví:
  - Emanuel Böhm
- pověřenec výživy:
  - Kornel Filo (rezignoval už 16. října 1947[2])